# 風の少女エミリー オリジナル・サウンドトラック 交響詩エミリー 〜Symphonic poem Emiry of New Moon〜
「風の少女エミリー オリジナル・サウンドトラック 交響詩エミリー 〜Symphonic poem Emily of New Moon〜」（かぜのしょうじょエミリー オリジナル・サウンドトラック こうきょうしエミリー シンフォニック・ポエム・エミリー・オブ・ニュームーン）は、テレビアニメ『風の少女エミリー』のサウンドトラックシリーズである。2007年5月23日から同年8月22日までに計2枚がコロムビアミュージックエンタテインメントからリリースされている。
第二枚サントラ・アルバムにはミュージックDVDが同梱されている。

## Vol.1
曲目リスト
1. 序章 〜ニュームーンに吹く風と風のおばさん〜 [3:17]
2. 風の少女(TVサイズ) [1:30]
歌：堀江美都子
作詞：吉元由美 - 作曲・編曲：宮川彬良
テレビアニメ『風の少女エミリー』オープニング・テーマ
3. 不安な気持ち [1:34]
4. 別れの予感 [1:21]
5. 風のおばさん [2:06]
6. New Moon 〜オルゴール・バージョン〜 [1:10]
7. New Moon [0:49]
8. マレー家の伝統と威厳 [1:35]
9. 忍び足 [0:57]
10. いたずらソーシーサールー [0:33]
11. 穏やかな朝 [0:37]
12. 風の少女 〜豊かな故郷の地〜 [1:43]
13. エミリーの孤独 [1:03]
14. 胸を張って行進 [1:46]
15. 街の喧騒 [3:24]
16. 友情 〜ほのかな想い〜 [1:20]
17. エミリーの決心 [1:17]
18. タンゴソーシーサールー [0:35]
19. エミリーの悲しみ [2:09]
20. 心の闇 [1:02]
21. 失意と絶望 〜希望を失う時〜 [2:05]
22. New Moon 〜ピアノ・バージョン〜 [0:57]
23. 新しい世界へ [1:29]
24. 風のおばさん 〜ピアノ・バージョン〜 [1:45]
25. エミリーの春 [1:16]
26. 風の少女 〜ピアノ・バージョン〜 [1:01]
27. やさしさ 〜風の少女〜 [0:44]
28. 凛 [1:13]
29. 想い出 [1:41]
30. 豊かな心 [1:21]
31. 旅立ち [1:51]
32. 風のそらみみ(TVサイズ) [1:36]
歌：EPO
作詞・作曲：EPO - 編曲：細井豊
テレビアニメ『風の少女エミリー』エンディング・テーマ
33. 終章 〜風の少女〜 [0:44]

## Vol.2

### Disc.1 - CD
曲目リスト
1. 風の少女 〜希望〜 [1:28]
2. 風の少女 [3:24]
歌：堀江美都子
作詞：吉元由美 - 作曲・編曲：宮川彬良
テレビアニメ『風の少女エミリー』オープニング・テーマ
3. 舞踏会 [1:22]
4. 友情 〜疑う心、惑う心〜 [1:17]
5. 夕景 〜プリンスエドワード島の海に沈む夕陽〜 [1:01]
6. ノスタルジア 〜New Moonの想い出〜 [1:48]
7. 幽霊屋敷 [1:50]
8. 片想い [1:19]
9. カーペンター先生 [2:14]
10. 未来への情熱 [1:08]
11. 告白 [1:04]
12. 夢を抱いて [0:51]
13. シュールーズベリー [0:48]
14. 心の衝動 [0:49]
15. カーペンター先生 〜子供たちへの想い〜 [0:35]
16. 二人の愛 [1:51]
17. 苛立ち [1:17]
18. ふれあい [2:04]
19. カーペンター先生 〜ピアノ・バージョン〜 [1:31]
20. エリザベスの愛 [1:24]
21. カーペンター先生 〜未来への絆〜 [1:15]
22. 解凍 〜わかりあう心〜 [1:31]
23. 風のそらみみ(ノーフェイドアウト) [6:41]
24. 風のそらみみ 〜ピアノ・バージョン〜 [2:06]

### Disc.2 - DVD
1. 序章 〜ニュームーンに吹く風と風のおばさん〜
2. 風のおばさん
3. 風の少女 〜希望〜
4. 別れの予感
5. エミリーの春
6. 風の少女 〜豊かな故郷の地〜
7. New Moon
8. 豊かな心
9. ふれあい
10. 未来への情熱
11. カーペンター先生
12. 二人の愛
13. エリザベスの愛
14. 解凍 〜わかりあう心〜
15. 想い出
16. 旅立ち
17. 終章 〜風の少女〜